# Vitacura
Vitacura ist eine Gemeinde in der Provinz Santiago in Chile mit einer Fläche von 28,3 km² und 85.384 Einwohnern (Stand: 2017). Sie wurde 1981 unter der Militärdiktatur von Augusto Pinochet als Kommune anerkannt.

## Etymologie
Der Name der Kommune geht auf eine Inka-Mitma namens Vitacura zurück, deren Häuptling diesen Namen trug, was in der Sprache der Mapuche „großer Stein“ bedeutet.

## Beschreibung
Vitacura liegt am nördlichen Rand des Ballungsraums von Santiago de Chile. Die Stadt zählt zu den besseren Wohngegenden des Landes. Die Einwohner verfügen über ein höheres Einkommen als der Durchschnitt der Bewohner von Chile. In der Stadt befindet sich die exklusive Einkaufsstraße Avenida Alonso de Córdova. Vitacura und die Nachbarstadt Las Condes beherbergen einige private Eliteschulen.
In Bezug auf deutschsprachige Gemeinschaften in der Kommune, die zur deutschen Minderheit in Chile gehören, gibt es die Deutsche Klinik (span. Clínica Alemana) und die Vitacura-Abteilung der 1969 gegründeten Deutschen Schule Santiago. Ebenso die St.-Pauls-Kirche, eine zweisprachige spanisch-deutsche Gemeinde der lutherischen Kirche in Chile (ILCH).

## Sonstiges
In Vitacura ist ein Standort der UN-Wirtschaftskommission für Lateinamerika und die Karibik und der Europäischen Südsternwarte.

## Persönlichkeiten
- Guillermo Maripán (* 1994), Fußballspieler
- Clemente Montes (* 2001), Fußballspieler
- Vicente Pizarro (* 2002), Fußballspieler